# 达勒
达勒（法語：Dasle，法語發音：[dal]）是法国杜省的一个市镇，位于该省东北部，属于蒙贝利亚尔区。

## 地理
达勒（47°28'40"N, 6°53'39"E）面积5.67 平方千米，位于法国勃艮第-弗朗什-孔泰大區杜省，该省份为法国东部内陆省份，北起上索恩省，西接汝拉省，东部及东南部与瑞士接壤，东北部与贝尔福地区省接壤。
与达勒接壤的市镇（或旧市镇、城区）包括：当皮埃尔莱布瓦、瑟隆库尔、旺东库尔、博库尔、蒙布通。

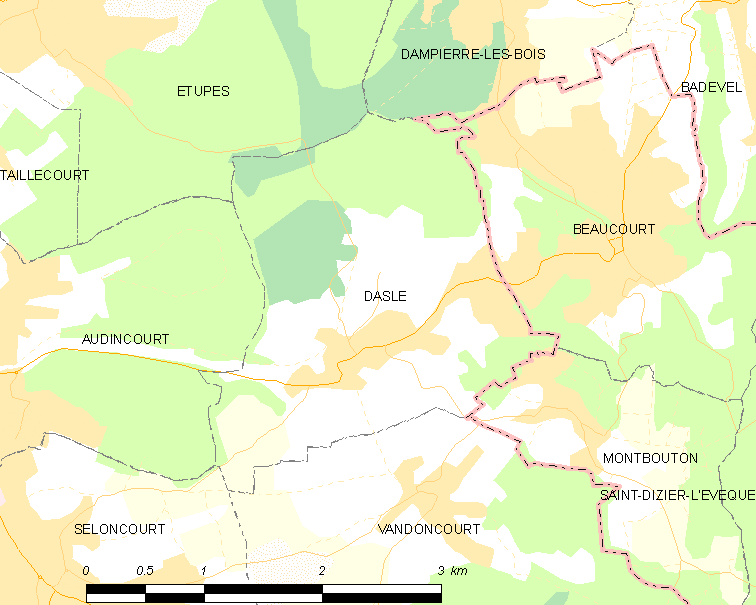
达勒的OSM定位图

达勒的时区为UTC+01:00、UTC+02:00（夏令时）。

## 行政
达勒的邮政编码为25230，INSEE市镇编码为25196。

## 政治
达勒所属的省级选区为欧丹库尔县。

## 人口

1962-2008年间达勒人口变化图示

达勒于2022年1月1日时的人口数量为1370人。